# 唐窟語組
唐窟語組（Tangkhul）是主要通行於印度曼尼普尔邦東北部的一組語言，它屬於漢藏語系藏緬語族。

## 語言
唐窟語組包括:
- 唐窟語（英语：Tangkhul language）
- 索姆拉语（英语：Somra language）
- 阿克昂阿利语（英语：Akyaung Ari language）
- 卡柴语（英语：Kachai language）
- 惠树语（英语：Huishu language）
- 图斯姆语（英语：Tusom language）
- 苏安士语（英语：Suansu language）